# Tersec infans
Tersec infans là một loài bọ cánh cứng trong họ Cerambycidae.